# 見取り図エール
『見取り図エール』（みとりずエール）は、2021年12月8日から2022年6月29日までAbemaTVのABEMA SPECIALチャンネルで配信されていたバラエティ番組。

## 概要
見取り図が皆さんの「青春」に寄り添い、「青春」を励まし、「青春」にエールを送る青春応援バラエティ。
クイズやスタジオでの青春披露、ロケでの密着など様々なカタチで見取り図が青春にエールを送る。

## 出演者

### レギュラー
- MC - 見取り図（盛山晋太郎、リリー）

## 放送内容

### 2021年
| 回 | 放送日   | 内容                                          | 出演者                                                                                 |
| -- | -------- | --------------------------------------------- | -------------------------------------------------------------------------------------- |
| 1  | 12月08日 | 失恋エール！失恋した若者へ芸人が応援ソング！  | 辻井亮平（アイロンヘッド）、トニーフランク、小泉のん、小池帆乃佳、桐島杏莉、月井夢佐志 |
| 2  | 12月15日 | 親に言えない秘密連発！青春街頭インタビュー    | エルフ、ZAZY                                                                           |
| 3  | 12月29日 | 第二のYOASOBI誕生！？DTMマッチング大作戦 前編 | エルフ、PARKGOLF、ryo takahashi                                                        |

### 2022年
| 回 | 放送日   | 内容                                                                  | 出演者 |
| -- | -------- | --------------------------------------------------------------------- | --- |
| 4  | 01月19日 | 楽曲を制作する男子とシンガー女子のマッチング大作戦 後編               | エルフ、PARKGOLF、ryo takahashi                                                                                |
| 5  | 01月26日 | 見取り図が校内ラジオにサプライズ生出演                                | |
| 6  | 02月02日 | JKのガチ告白に密着！青春街頭インタビュー 秘密の告白SP                 | レインボー、フースーヤ、マユリカ、セルライトスパ、光永                                                         |
| 7  | 02月09日 | 北九州成人式に芸人たちがツッコミまくる！                              | 滝音、ザ・マミィ、エルフ、うるとらブギーズ                                                                     |
| 8  | 02月16日 | 若者の悩みの人気芸人がネタで解決！ネタメンタルクリニック              | 蛙亭、ザ・マミィ、滝音、もも、ロングコートダディ                                                               |
| 9  | 02月23日 | 見取り図も衝撃ネタで緊急参戦！ネタメンタルクリニック後半戦            | 蛙亭、ザ・マミィ、滝音、もも、ロングコートダディ                                                               |
| 10 | 03月09日 | ミュージシャン男女のマッチング企画！番組発の神曲も披露！              | PARKGOLF、ryo takahashi                                                                                        |
| 11 | 03月16日 | 芸人たちによる新たな悪口バトル！インテリ悪口グランプリ                | 永見大吾（カベポスター）、たける（東京ホテイソン）、高佐一慈（ザ・ギース）、岩永圭吾（リップグリップ）、堀元見 |
| 12 | 03月23日 | 盛山がフラれた女性にガチ生電話！「あいつ今どう思ってる？」            | ニッポンの社長、マヂカルラブリー                                                                               |
| 13 | 03月30日 | 見取り図も大興奮の衝撃暴露話！卒業ベストエピソード大賞                | セルライトスパ、滝音、ママタルト                                                                               |
| 14 | 04月06日 | 目指せ、大勝ち！街中に溢れる得を積みまくれ！パチンコエール            | 岡野陽一、大津広次（きつね）                                                                                   |
| 15 | 04月20日 | ただの同期から親友へ...！リリーとランジャタイ伊藤の友情予言日記 前編  | ランジャタイ                                                                                                   |
| 16 | 04月27日 | リリーとランジャタイ伊藤の距離が急接近！？友情予言日記完結編          | ランジャタイ                                                                                                   |
| 17 | 05月04日 | 男ブラ平井の本性が明らかに!?「あいつ今どう思ってる?」前編             | 三四郎、斉藤慎二（ジャングルポケット）、男性ブランコ                                                           |
| 18 | 05月11日 | ジャンポケ斉藤がガチで恋した女優に20年ぶりの電話！                    | 三四郎、斉藤慎二（ジャングルポケット）、男性ブランコ                                                           |
| 19 | 05月25日 | ハードな体育会系芸人が大集合!!あるある話連発で大盛り上がり!?          | 布川ひろき（トム・ブラウン）、お見送り芸人しんいち、ティモンディ                                               |
| 20 | 06月01日 | シャイなリリーに親友を…！リリーと空気階段かたまりの友情予言日記 前編  | 空気階段 |
| 21 | 06月08日 | 親友から兄弟分へ…!? リリーと空気階段かたまりの友情予言日記 完結編     | 空気階段 |
| 22 | 06月15日 | 目指せ、月9ドラマ出演！かもめんたるう大のガチ演技指導に盛山が大苦戦!? | 岩崎う大（かもめんたる）                                                                                       |
| 23 | 06月22日 | スゴ技連発！ヒューマンビートボックスNO.1決定戦！                      | AFRA、TATSUAKI、momimaru                                                                                       |
| 24 | 06月29日 | いよいよ王者が決定！ヒューマンビートボックスNo.1決定戦 後編           | AFRA、TATSUAKI、momimaru                                                                                       |

## スタッフ
- ナレーション：大野恵里佳(2021年12月8日～2022年4月6日)、桐井大介(2022年4月20日～6月29日)
- 構成：大井洋一、清山智之、今井健太、永井ふわふわ、宮森かわら
- CG：山口剛史（ALEX）
- 音響効果：伏見直樹（NAP）
- イラスト：ヌクイ・ボガード
- 協力：ブレア女子高等部
- 音源提供：JOYSOUND
- 美術協力：ジーケンアート
- 技術協力：港家、スウィッシュ・ジャパン
- 編集・MA：ジーリンクスタジオ
- AD：鈴木雄登、勝谷凜夢
- AP：田辺夏子
- ABEMA制作：工藤良真、原朋也、青木駿一、中島裕子
- ディレクター：石丸達也、中村優一郎、甲斐絢子、土屋佳弘、牧野玖美
- チーフディレクター：馬庭広明
- プロデューサー：美濃部遥香
- ゼネラルプロデューサー：宮本博行
- 演出：斉藤崇
- 製作協力：シオプロ
- 製作著作：ABEMA